# На Уяна Аранья
На Уяна Аранья Сенасаная (от Сингальского: නා උයන ආරණ්ය සේනාසනය", что означает "Лесной монастырь в роще железных деревьев’) представляет собой буддийский лесной монастырь в Курунегала, Шри-Ланка, относится к Шри-Кальяни Йогасрама Саматха (независимая часть шри-ланкийской буддийской ординарной линии Раманна Никая). Его общая площадь охватывает более 2000 гектаров леса в горном хребте 'Думмия' и является резиденцией для около 150 буддийских монахов. На Уяна называется так из-за старого леса "Цейлонского железного дерева", который является частью монастыря.

## История

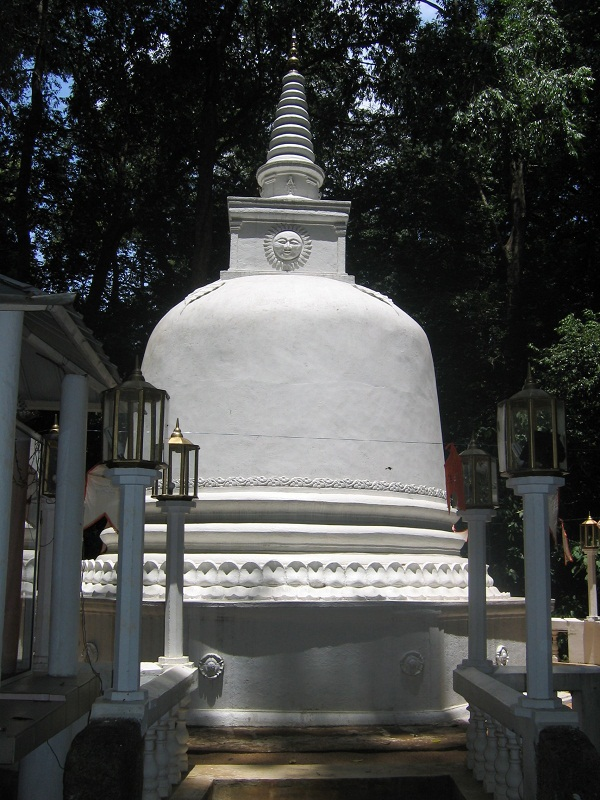
Ступа На Уяны, окруженная Цейлонскими деревьями

Комплекс древних пещерных жилищ с надписями на Брахми, а также руины небольшой ступы были найдены в На Уяне, и восходят к III веку до нашей эры. На месте этого комплекса построена новая ступа монастыря. Одно писание гласит, что король Уттия пожертвовал здесь свою прогулочную рощу Сангхе. Исходя из того, что Уттия был преемником короля Деванампия Тисса, в течение правления которого Буддизм попал на Шри-Ланку, древний монастырь На Уяна, скорее всего, был одним из первых в стране, созданных вне округа Анурадхапура.
Древний монастырь был вновь открыт преп. Вигода Бодхиракхита Тера в 1954 году. Саядо У Нандавамса и Саядо У Явана, старшие Бирманские ученики Махаси-саядо, посетили монастырь в 1956 году.
Преп. Ангулгамуве Арьянанда Тера переехал в На Уяну в 1997 году с группой монахов, начав возрождение монастыря, что сделало его самым крупным монастырём в Йогасрама Саматха. Монастырь также является одним из основных интернациональных монастырей на Шри-Ланке, примерно с 25 иностранными монахами. Преп. Науян Ариядхамма Махатхера, духовный руководитель Шри-Кальяни Йогасрама Саматха, также проживает в На Уяне.

## Схема расположения

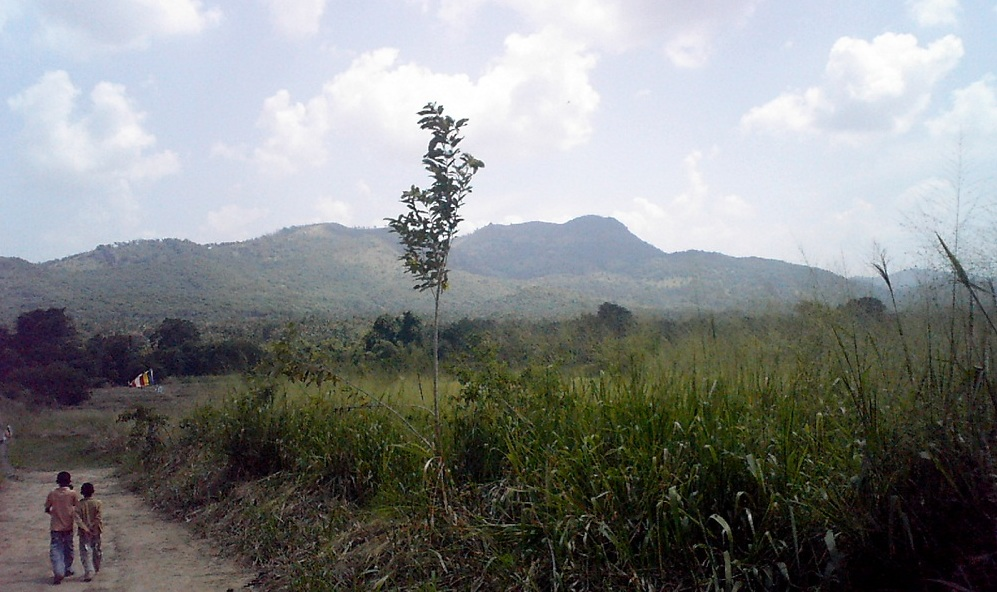
Горный хребет Думмия, место расопложения На Уяны. На правой стороне находится секция Пансьягама, в центре ‘Гора’, а слева секция Матале.

На Уяна имеет 4 основных секции: Пансьягама (или Курунегала), ‘Гора’, Матале и Аандагала, каждый в около 30 минутах ходьбы друг от друга. Пансьягама является древним монастырём в железном лесу, и содержит зал для Упосатхи, зал для медитации, трапезную, библиотеку и служебные помещения в дополнение к около 80 кути (монашеские домики). ‘Гора’ является недавно разработанным участком на главном холме монастыря, который насчитывает около 80 кути и имеет главный зал для медитаций. В этой области восстанавливают лес. Секция Матале, которая насчитывает около 20 кути и небольшой зал для медитаций, расположена среди зелёных холмов с меньшим лесным покровом. Аандагала является удалённой, густо лесистой местностью в монастыре, которая не предназначена для прямого контакта с другими жителями монастыря, в которой живут самые суровые практики-аскеты. В этой области есть 4 землянки, и обитатели должны идти за подаянием в близлежащие деревни. Питание предоставляется отдельно для первых трёх секций, хотя некоторые монахи предпочитают сами ходить за подаянием.

## Медитация

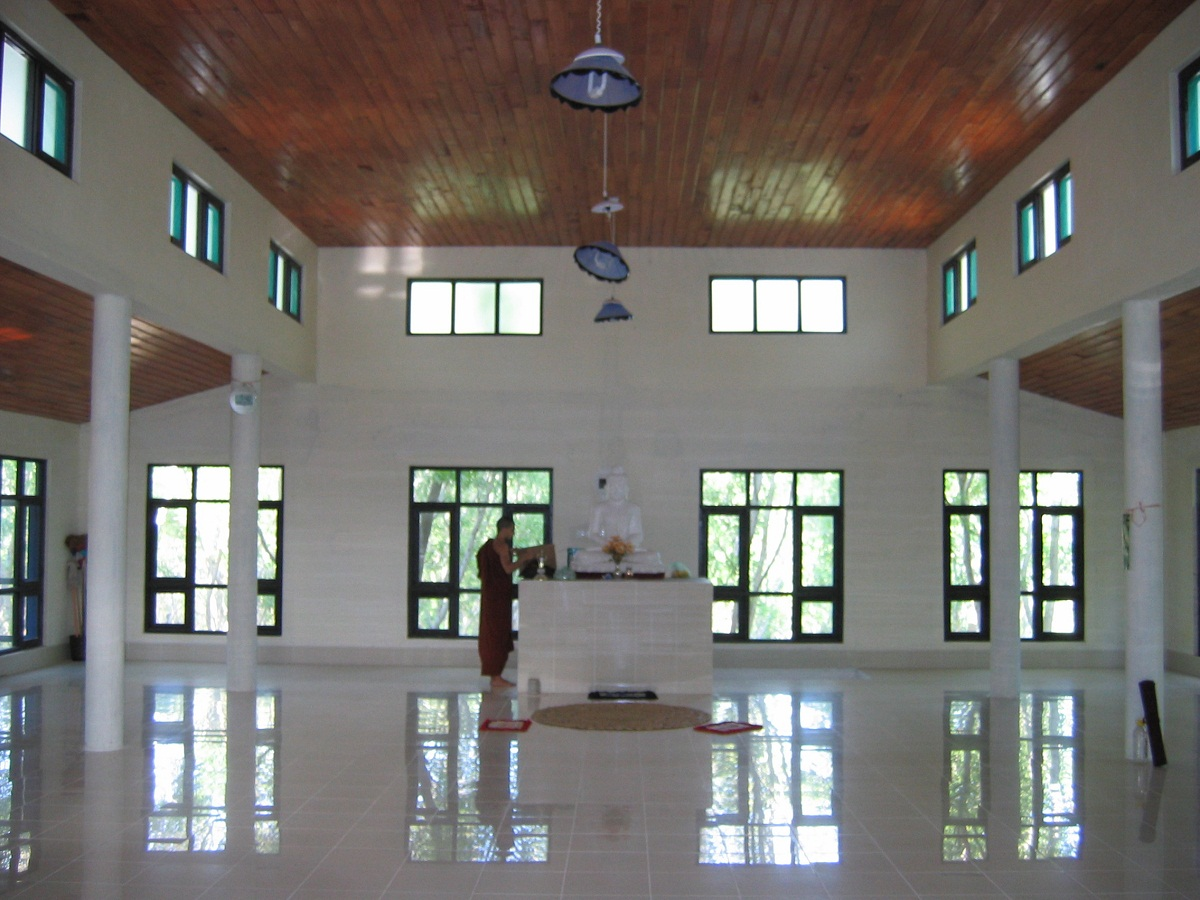
Первый этаж зала для медитаций в секции ‘Гора’

На Уяна является одним из двух основных медитационных монастырей Йогасрама Саматха, вместе с Ниссарана Ваная. Основной метод медитации здесь Па-аук саядо и випассана, а старшим учителем медитации является преп. Арьянанда Тера. Раньше здесь можно было брать интервью у преп. Арьядхамма Махатхера, прежде чем он скончался. Практикующие могут присоединиться к группе монахов, медитирующих в двух основных медитационных залах, или практиковать самостоятельно в своей личной кути.
Преп. Па Аук Тавья Саядо провел долгосрочный личной ретрит в На Уяне в 2007 году, оставаясь в уединении и приостанавливая свой график учебного процесса на целый год.

## Как добраться
Добираясь, на дороге Курунегала – Дамбулла сойдите у Мелсайрипуры, на шоссе A6, двигаясь к Мадахаполе. На перекрёстке Пансиягама на дороге Мадахапола сверните в сторону Галевелы. Пройдя 1 км по этой дороге, можно свернуть на дорогу, которая ведёт прямо в монастырь.

## Внешние ссылки
- На Уяна Аранья Официальный Сайт
- Па-Аук Лесной Монастырь - Международные Контакты